# University of California, Berkeley
Die University of California, Berkeley (auch bekannt als Cal oder UC Berkeley, deutsch Universität von Kalifornien, Berkeley) ist eine staatliche Universität in Berkeley im US-Bundesstaat Kalifornien und gehört seit vielen Jahren zu den renommiertesten Universitäten der Welt.
Die 1868 gegründete University of California at Berkeley ist der älteste Campus der University of California, eines Systems staatlicher Universitäten in Kalifornien, die auf zehn Standorte verteilt sind. Sie befindet sich in Berkeley am östlichen Ufer der San Francisco Bay.
Die Hochschule ist Gründungsmitglied der Association of American Universities, einem Verbund führender forschungsintensiver nordamerikanischer Universitäten, und gehört dem Hochschulverbund International Alliance of Research Universities an.
Der Standort Berkeley kann auf 110 Nobelpreisträger verweisen. Sechzehn Elemente des Periodensystems wurden in Berkeley oder von Absolventen der Universität entdeckt. Sechs Elemente sind auch durch ihren Namen mit der Universität oder den dort tätigen Forschern verbunden: Californium, Seaborgium, Berkelium, Einsteinium, Fermium und Lawrencium. Mit 121 olympischen Goldmedaillen (56 Silber und 46 Bronze) gehört Berkeley auch sportlich zur Spitzengruppe der Universitäten in den USA.
2020 waren 2703 Dozenten beschäftigt (1847 in Vollzeit und 856 in Teilzeit). Das Stiftungsvermögen der UC Berkeley betrug 2015 4,045 Milliarden US-Dollar. Das Gesamtsystem der University of California besitzt mit 14,26 Milliarden US-Dollar eines der größten Stiftungsvermögen weltweit.

## Geschichte

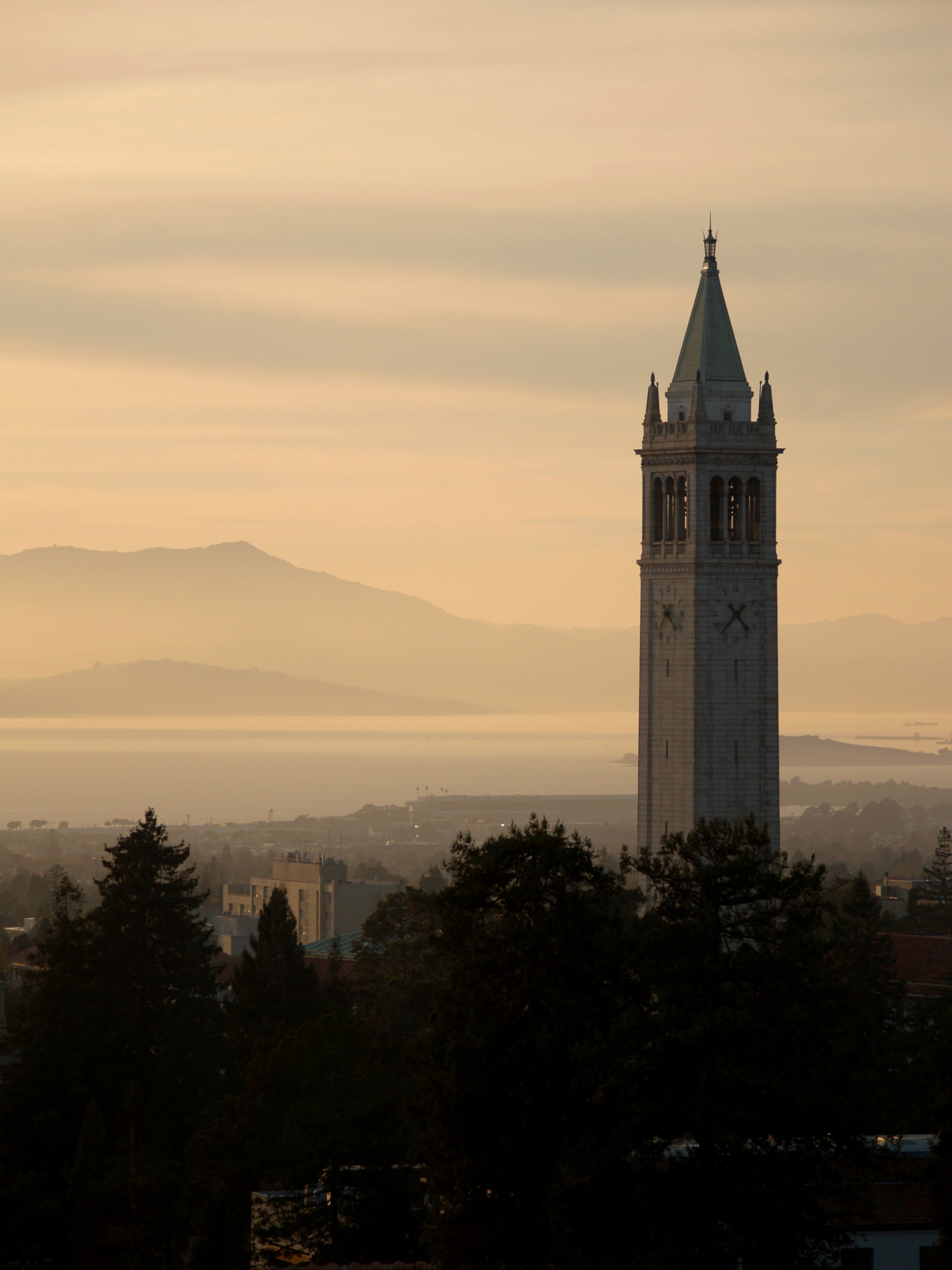
Sather Tower mit Blick auf die Bucht von San Francisco

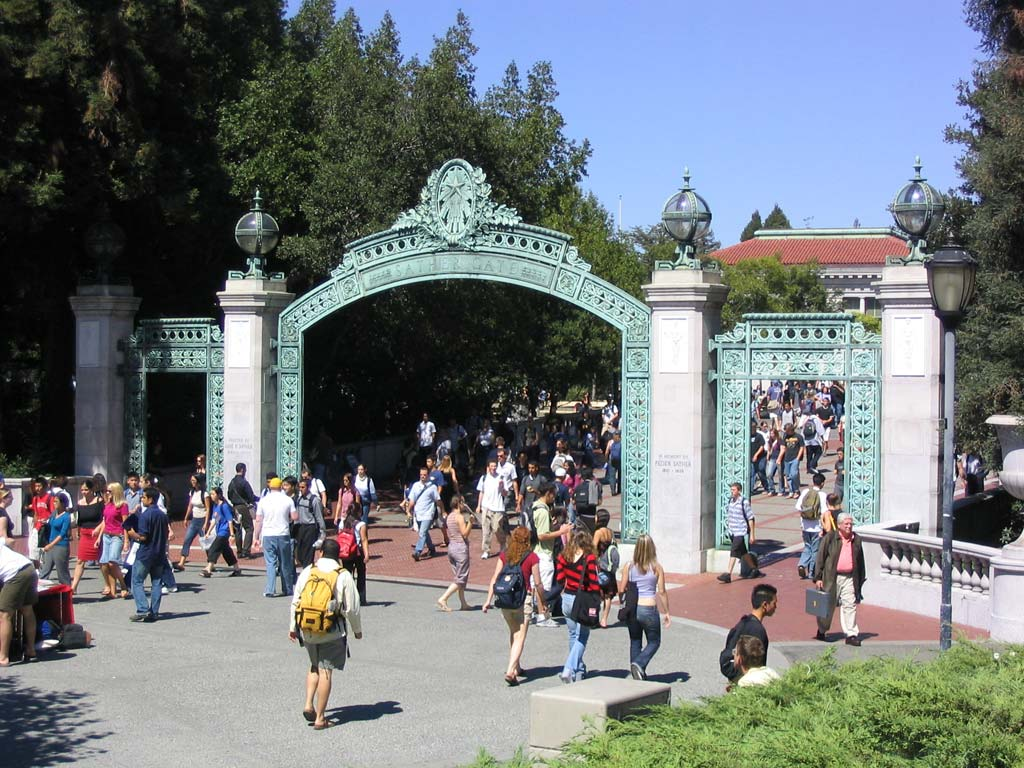
Sather Gate, ursprünglich der südliche Eingang zum Campus

1866 wurde das Grundstück, auf dem sich heute der Campus befindet, vom privaten College of California, das im Jahr 1855 vom Pastor Henry Durant gegründet wurde, erworben. Aus Geldmangel bot sich jedoch an, mit dem staatlichen Agricultural, Mining, and Mechanical Arts College, dem zwar genügend finanzielle Mittel aber kein Land zur Verfügung stand, zu einer Volluniversität zu fusionieren und so wurde am 23. März 1868 die University of California mit Durant als erstem Präsidenten gegründet. Im Jahr 1869 wurde die Universität in Oakland eröffnet und benutzte zunächst die Gebäude des College of California. 1873, nachdem ein Teil der Arbeiten am 1866 erworbenen Campus-Gelände vollendet waren, erfolgte der Umzug von Oakland nach Berkeley.
Die Anfangszeit war geprägt von finanziellen Schwierigkeiten und erst mit der 20-jährigen Präsidentschaftszeit von Benjamin Ide Wheeler 1899–1919 erfolgte eine Konsolidierung. In jener Zeit entstanden zahlreiche der bekanntesten Bauten des Berkeley Campus, etwa das Hearst Greek Theatre, die Doe Library oder der Sather Tower, auch als Campanile bekannt und das Wahrzeichen der UC Berkeley.
In den 1930er-Jahren, unter der Präsidentschaft Robert Gordon Sprouls, begann das Goldene Zeitalter Berkeleys. Es gelang, zahlreiche bekannte Wissenschaftler an die Universität zu locken. Besonders in den Feldern Physik, Chemie und Biologie erlangte Berkeley Weltruhm. Zu den wichtigsten Forschungsleistungen jener Zeit gehört die Entwicklung des Zyklotrons durch Ernest O. Lawrence, was zur Entdeckung zahlreicher chemischer Elemente wie das Berkelium oder das Californium führte.

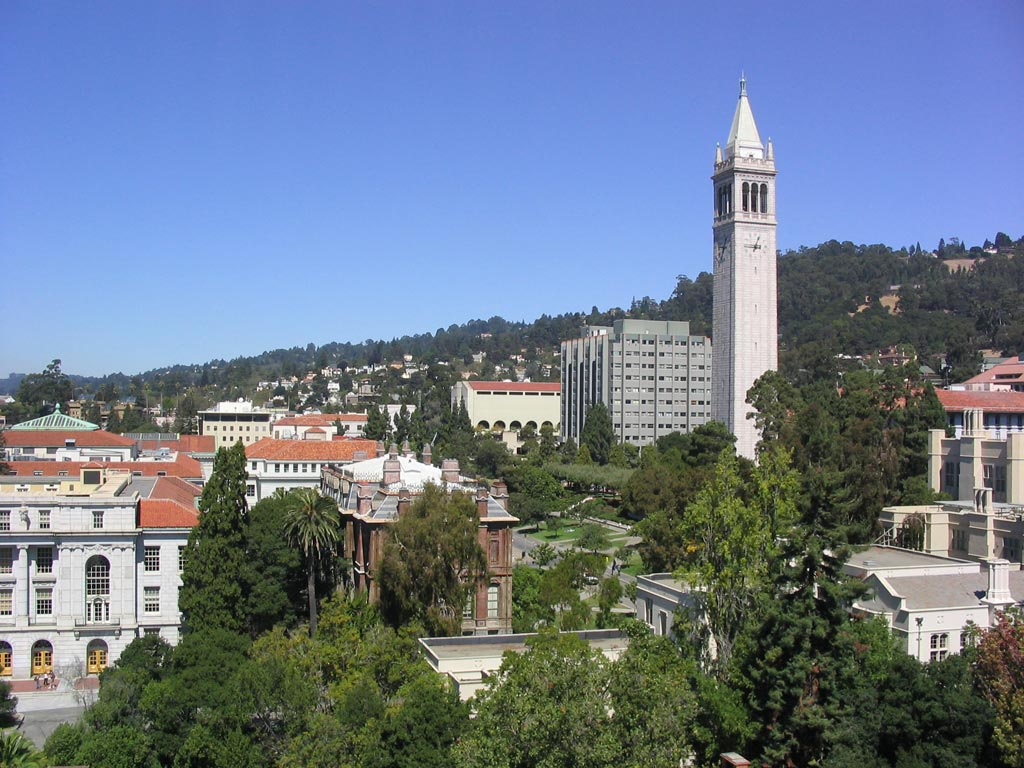
Blick auf den Campus in Richtung Norden

Während des Zweiten Weltkrieges beteiligte sich das Berkeley Radiation Laboratory, heute als Ernest Orlando Lawrence Berkeley National Laboratory (LBNL) bekannt, unter der Leitung von Ernest Lawrence an der Entwicklung der Atombombe. Robert Oppenheimer, seit 1929 Professor in Berkeley, wurde 1942 mit der Leitung des Manhattan-Projekts betraut.
Im Jahr 1949, während der McCarthy-Ära, verlangte die Universitätsleitung von allen an der Universität Beschäftigten einen antikommunistischen Treueschwur. Da sich einige Fakultätsmitglieder weigerten, diesen Schwur zu unterzeichnen, wurden sie suspendiert und erst zehn Jahre später wieder rehabilitiert. Ein Treueschwur auf die US-amerikanische Verfassung ist auch heute noch für alle Angestellten der UC Berkeley verpflichtend.
In den 1960er-Jahren avancierte Berkeley zur „Speerspitze“ der Studentenbewegung in den Vereinigten Staaten. Als der radikale Bürgerrechtler Malcolm X auf dem Campus Redeverbot erhielt und es sämtlichen Studentengruppen verboten wurde, auf dem Campus Spenden zu sammeln oder politisch Stellung zu beziehen, gründeten die betroffenen Studenten das Free Speech Movement, welches sich für die Freiheit der Rede einsetzte. In immer größeren Demonstrationen protestierte man für Redefreiheit und gegen den Krieg in Vietnam. Studentenführer wie Mario Savio, Jack Weinberg oder Reginald Zelnik wurden zu landesweiten Ikonen des studentischen Protests. Von Berkeley aus erreichte die Protestwelle schließlich auch Europa und kulminierte im Mai 68. Seit jener Zeit gilt Berkeley als der progressivste Flecken Amerikas, als intellektuelle und kulturelle Hochburg, von Spöttern hingegen als „People’s Republic of Berkeley“ (Volksrepublik Berkeley) oder „Berzerkeley“ bezeichnet.
Menschenrechtsgruppen sehen dies anders. Das Phoebe A. Hearst Museum of Anthropology nimmt ihrer Ansicht nach keine Rücksicht auf die Rechte der nordamerikanischen Ureinwohner, wie sie im Native American Graves Protection and Repatriation Act (NAGPRA) festgeschrieben sind. Zudem stand die Universitätsleitung wegen einer 21-monatigen Baumbesetzung zum Schutz von 42 Redwood-Bäumen und der dazugehörigen archäologischen Stätten, die dem Ausbau eines Athletik-Zentrums im Wege standen, im Streit mit dem Stadtrat.

## Organisation

### Campus

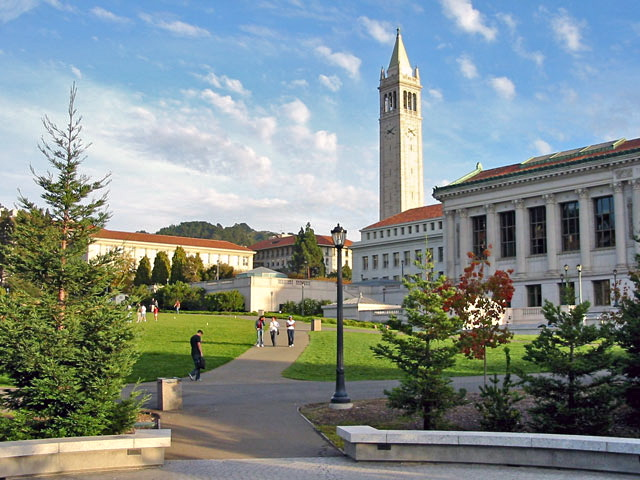
Memorial Glade

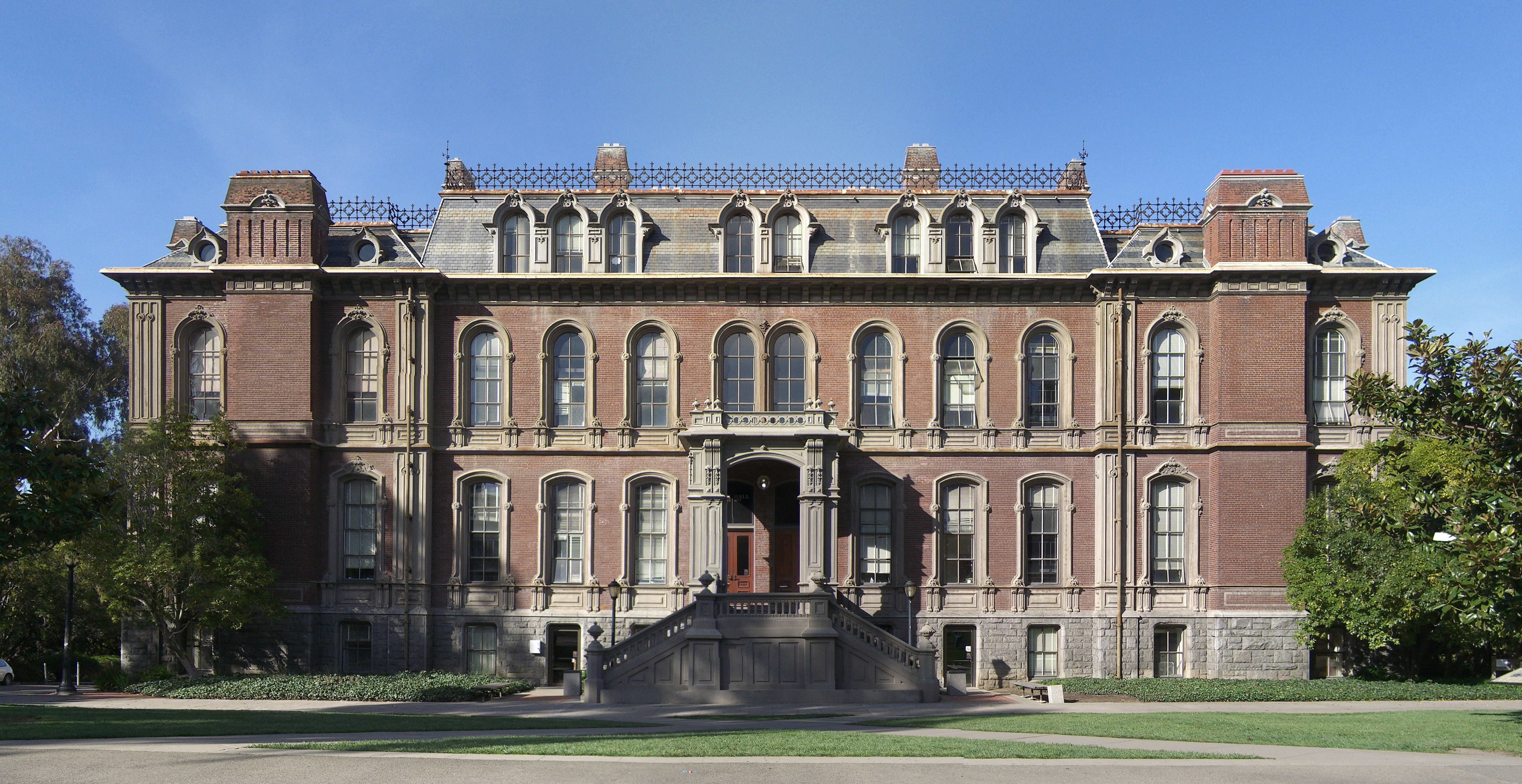
South Hall (1873), eines der beiden Gründungsgebäude der Universität

Die San Francisco Bay überblickend, zählt der Campus mit einer Gesamtfläche von knapp 5 km² zu den schönsten im Land. Bis heute konnte der ländliche Charme der Anfangszeit größtenteils erhalten bleiben. Ein Großteil der administrativen und akademischen Gebäude konzentriert sich auf 72 ha im Westen des Campus. Dort ist inzwischen ein Großteil der Fläche verbaut, sodass sich der Bau neuer universitärer Gebäude seit geraumer Zeit auf Gebiete jenseits des Campus ausdehnt. Östlich des Hauptcampus befinden sich zahlreiche, der Universität angegliederte, Forschungseinrichtungen, wie das Ernest Orlando Lawrence Berkeley National Laboratory, die Lawrence Hall of Science und das Mathematical Sciences Research Institute. Entworfen wurde der Campus von Émile Bénard, der eine weltweite Ausschreibung für sich entscheiden konnte. Ein Großteil der Entwürfe Bénards wurde jedoch nur kurze Zeit später von John Galen Howard abgeändert, um die Gebäude besser in die geomorphologischen Gegebenheiten des Campusgeländes zu integrieren. Howard war unter anderem für den Entwurf der Doe Library, des Hearst Greek Theatre und des Memorial Stadiums verantwortlich.

### Wissenschaftliche Einrichtungen

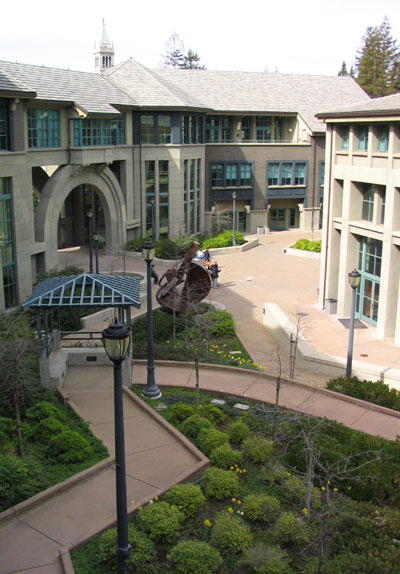
Haas School of Business

Die über 130 Institute und Einrichtungen der UC Berkeley sind auf 14 Organisationseinheiten verteilt:
- Chemie
- Informationsmanagement- und Systeme
- Ingenieurwissenschaften
- Journalismus (Graduate School)
- Letters and Science
- Natürliche Ressourcen
- Öffentliche Gesundheit
- Öffentliche Richtlinien (Richard & Rhoda Goldman School of Public Policy)
- Optometrie
- Pädagogik (Graduate School)
- Rechtswissenschaften (UC Berkeley School of Law, vorher Boalt Hall)
- Umweltdesign
- Sozialwesen und Wohlfahrt
- Wirtschaft (Haas School of Business)

Weitere Einrichtungen:
- Lawrence Berkeley National Laboratory
- Lawrence Hall of Science
- Mathematical Sciences Research Institute
- Cory Hall – Das Gebäude des Elektrotechnikinstituts war Ziel von zwei Anschlägen des als Unabomber bekannt gewordenen ehemaligen UCB-Assistenzprofessors Ted Kaczynski
- Botanischer Garten
- Doe Library
- Herbarium
- International House
- Berkeley Art Museum & Pacific Film Archive
- KALX Radio – Radio-Sender der Universität
- Hearst Greek Theatre
- California Memorial Stadium – Austragungsort der Heimspiele der Cal Bears, dem Football-Verein der Universität. Kapazität: 73.347 Sitzplätze
- Space Sciences Lab, hier wird astronomische Forschung und u. a. auch das SETI und SETI@home-Projekt betrieben.
- University of California Museum of Paleontology
- Museum of Vertebrate Zoology

#### Bibliothekssystem

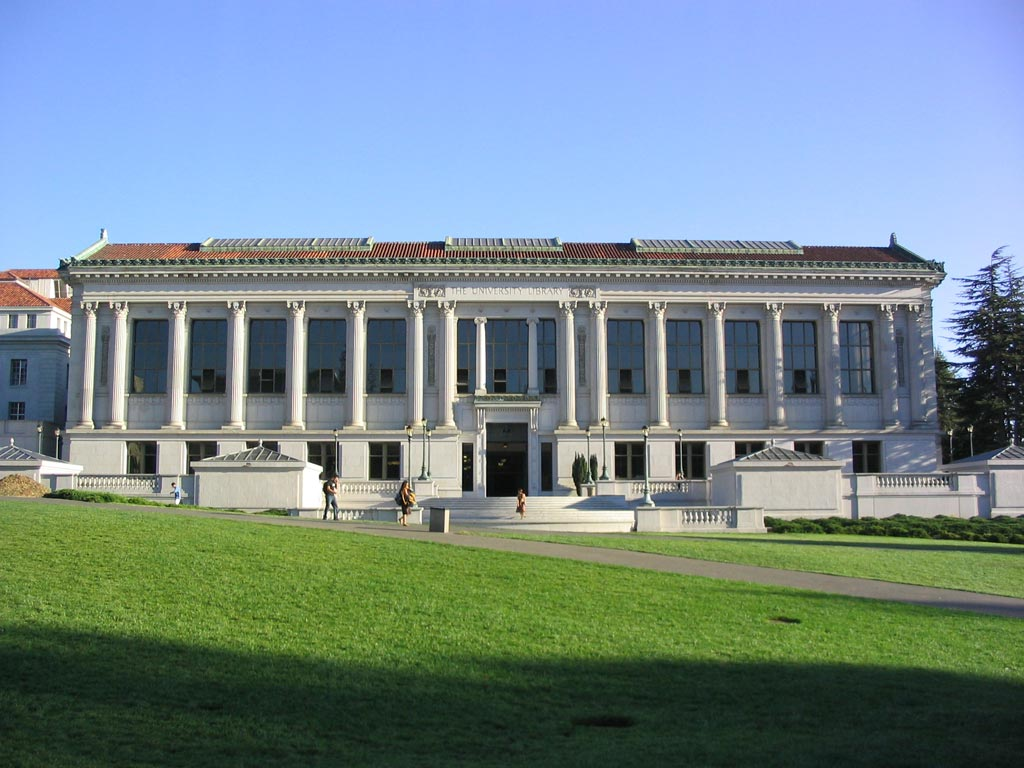
Doe Library

Die 32 Bibliotheken der University of California, Berkeley, bilden, gleichauf mit der University of Illinois, das viert- bzw. fünftgrößte Bibliothekssystem der USA. Größere Bibliotheken in den USA sind nur noch die Library of Congress sowie die Bibliothekssysteme der Harvard University und der Yale University.
Berkeleys Bibliothekssystem beinhaltet im Jahre 2018 mehr als 12 Millionen Bände und mit einem Gesamtplatzverbrauch von über 50.000 m² ist es eines der größten Bibliothekssysteme der Welt.
Die Doe Library wurde 1910 erbaut und dient heute als das Referenz- und Verwaltungszentrum des gesamten Systems. In ihr befinden sich auch die beiden größten Lesesäle der Universität. Im unterirdischen Bereich des Doe Library befinden sich die Main (Gardner) Stacks, benannt nach dem 15. Präsidenten der University of California und Berkeley-Absolventen, David P. Gardner. Um den wachsenden Beständen der Bibliothek genügend Raum bieten zu können, befinden sich in den Gardner Stacks, verteilt auf drei Etagen, die jeweils größer als ein Football-Feld sind, ca. 84 km an Bücherregalen und somit Platz für ca. 2 Millionen Bücher. Durch die Deckenfenster kann das natürliche Sonnenlicht bis zur untersten Etage durchdringen.
Im Jahre 2003 wurde das Bibliothekssystem von der Association of Research Libraries als das beste öffentliche und das insgesamt drittbeste Bibliothekssystem in Nordamerika ausgezeichnet.

### Zulassung von Studenten
- Bewerbungen/Akzeptanzraten für Erstsemester (2021)[11]
  - Anzahl Bewerber: 112.854
  - Davon angenommen: 16.412
  - Prozentrate: 14,5 %
- Zulassungsanforderungen (2014/2015)[12]
  - SAT: 1840-2230
  - GPA: 3,85
- Studiengebühren Undergraduate (pro Jahr für 2019/2020)[13]
  - Residents: 14,254 $
  - Non-Residents: 44,008 $

### Rankings
Laut des Times Higher Education World University Rankings gilt die UC Berkeley als eine der wertvollsten Universitätsmarken 2015. Sie belegt seit Jahren in den Natur-, Sozial- und Ingenieurwissenschaften, wie auch insbesondere in den Fächern der Mathematik, Physik, Chemie, IT und Wirtschaft stets Plätze in den TOP 1-5 weltweit.
Laut der National Research Council sind 35 von 36 Graduate-Programmen der UC Berkeley in den Top 10 vertreten. UC Berkeley ist die einzige Universität mit allen PhD Programmen innerhalb der nationalen Top 5, ausgewählt vom U.S. News & World Report.
UC Berkeley erzielte in den Rankings der Jiao Tong Universität in Shanghai im Jahr 2013 den dritten Platz – hinter Harvard und Stanford.
In der Rangfolge der US-Zeitschrift U.S. News & World Report der weltweit besten Universitäten liegt Berkeley für das Jahr 2022 auf Platz 4 – hinter der Harvard University, dem Massachusetts Institute of Technology und der Stanford University und vor der University of Oxford. UC Berkeley wurde vom U.S. News & World Report nun mehrere Jahre in Folge als beste öffentliche Universität in den USA ausgewählt (2015).
- Academic Ranking of World Universities (Shanghai Jiao Tong University) 2022: #5[16]
- U.S. News & World Report 2022 – Best Global University Rankings: #4[15]
- The Best Schools 2015 – The 100 Best Universities in the World: #4[17]
- QS World University Rankings 2015 – Gesamtergebnis: #26[18]
- Times Higher Education 2022 – Gesamtergebnis: #8[19]
- Washington Monthly 2015 – Gesamtergebnis: #4[20]

### Kanzler
Die bisherigen Kanzler der Universität waren:
1. Clark Kerr (1952–1958)
2. Glenn T. Seaborg (1958–1961)
3. Edward W. Strong (1961–1965)
4. Martin E. Meyerson (1965)
5. Roger W. Heyns (1965–1971)
6. Albert H. Bowker (1971–1980)
7. Ira Michael Heyman (1980–1990)
8. Chang-Lin Tien (1990–1997)
9. Robert M. Berdahl (1997–2004)
10. Robert J. Birgeneau (2004–2013)
11. Nicholas B. Dirks (2013–2017)
12. Carol T. Christ (2017–2024)
13. Rich Lyons (seit 2024)

## Statistiken
Die Universität bietet nahezu 350 Studiengänge und mehr als 7000 Lehrveranstaltungen an. Jedes Jahr machen ca. 8500 Studenten einen Abschluss.
8 Nobelpreisträger, 3 Fields-Preisträger, 4 Pulitzer-Preisträger, 15 National-Medal-of-Science-Preisträger, 31 MacArthur-Stipendiaten, 77 Fulbright-Stipendiaten und 137 Mitglieder der National Academy of Sciences lehren und forschen an der UC Berkeley. Das Professor-zu-Studenten-Verhältnis liegt bei 1 zu 18 (Stand 2018).

### Zahlen zu den Studierenden
Von den 45.057 Studenten im Herbst 2021 waren 23.538 weiblich (52,2 %) und 21.083 männlich (46,8 %). 31.814 der Studierenden (70,6 %) strebten ihren ersten Studienabschluss an, sie waren also undergraduates. 13.243 (29,4 %) arbeiteten auf einen weiteren Abschluss hin, sie waren postgraduates.
Von den 42.589 Studierenden im akademischen Jahr 2018/2019 waren 30.853 undergraduates und 11.666 graduates. Im Herbst 2020 waren von 42.327 Studierenden 30.799 undergraduates und 11.528 graduates.

### Herkunft
Undergraduate (Graduate) Studenten nach Ethnizität/Herkunft gegliedert:
- 39,0 % (17,3 %) asiatische Amerikaner/Bewohner der Pazifikinseln
- 26 % (37,9 %) Weiße
- 13,7 % (6,7 %) lateinamerikanische US-Amerikaner (Chicano/Latino)
- 3,3 % (3,6 %) Afroamerikaner
- 0,7 % (1,0 %) amerikanische Ureinwohner
- 1,6 % Andere
- 3,8 % (9,7 %) keine Angabe
- 13,5 % (23,8 %) internationale Studenten.

Unter den knapp 6000 international Studierenden waren 2015/16 83 aus Deutschland, 14 aus der Schweiz und 7 aus Österreich.

## Forschung
Physiker der Universität spielten eine der Hauptrollen bei der Entwicklung der Atombombe während des Zweiten Weltkrieges sowie der Wasserstoffbombe kurze Zeit später. Die Universität ist auch für die beiden nationalen Kernforschungszentren in Los Alamos und Livermore verantwortlich. Wissenschaftler der Universität haben das Zyklotron erfunden, das Antiproton entdeckt, eine wichtige Rolle bei der Entwicklung des Laser gespielt, den Prozess der Photosynthese erklärt, erstmals das Polio-Virus (Kinderlähmung) erfolgreich isoliert, mit Experimenten das bellsche Theorem belegt und zahlreiche chemische Elemente wie Americium, Curium, Berkelium, Nobelium, Lawrencium und Californium entdeckt. Informatiker der Universität sind für die Entwicklung von BSD, BIND und das SETI@home-Projekt bekannt geworden. Mit Fragen der Klimaforschung beschäftigt sich das BEST-Projekt. Doch auch außerhalb der Naturwissenschaften konnte sich die Fakultät von Berkeley mit 4 Gewinnern der Fields-Medaille in Mathematik und 9 Empfängern des angesehenen James S. McDonnell Foundation Awards behaupten. Insgesamt stehen 61 Nobelpreisträger mit der Universität in Verbindung.

### Entwicklungen im Bereich Informatik
Viele Technologien, die mit der frühen Entwicklung des Internets oder der Open-Source-Bewegung in Verbindung stehen, finden ihren Ursprung in Berkeley. Die Berkeley Software Distribution, besser bekannt als BSD, wurde 1977 von dem Informatik-Studenten Bill Joy entwickelt. BSD gilt als eine der bekanntesten Unix-Varianten, aus der sich bekannte Betriebssysteme wie zum Beispiel FreeBSD oder Mac OS X entwickelt haben. Bill Joy entwickelte ebenfalls den auch heutzutage noch sehr verbreiteten Unix-Texteditor vi. PostgreSQL, ein objektrelationales Datenbankmanagementsystem, entstand durch Forschungen der Berkeley Fakultät in den 70er-Jahren. Sendmail, früher einer der meistgenutzten Mail Transfer Agents und Standard-MTA der meisten Unix-Systeme, wurde 1981 an der Universität entwickelt. Zu etwa der gleichen Zeit wurde BIND (Berkeley Internet Name Domain), der heute in der Version 9 meistgenutzte DNS-Server im Internet, von einer Gruppe Studenten erfunden. Die Programmiersprache Tcl und das Tk GUI Toolkit gehen auf den Professor John Ousterhout und dessen Forschungen im Jahre 1988 zurück. Die RAID und RISC Technologien wurden von David A. Patterson entworfen.
Die von dem Professor und Turing-Award-Preisträger William Kahan geleiteten Forschungen bezüglich Analyse und Algorithmen der Gleitkommaarithmetik haben bedeutend zu der Entwicklung der Informatik beigetragen und die IEEE 754 Norm geprägt.
Die XCF, eine Forschungsgruppe von Studenten, ist verantwortlich für eine Reihe an weiteren erwähnenswerten Softwareprojekten. Darunter befinden sich das Open-Source-Bildbearbeitungsprogramm GIMP, GTK+, das GIMP-Toolkit für die Erstellung von grafischen Benutzeroberflächen, und ViolaWWW, einer der ersten grafischen Webbrowser. Durch ViolaWWW sind später sowohl Java-Applets als auch der Mosaic-Webbrowser, welcher der erste öffentlich verfügbare und weitverbreitete grafische Webbrowser war, entstanden.
Die Universität ist für das SETI@home-Projekt verantwortlich, welches Benutzern auf der ganzen Welt erlaubt, zu Hause an der Suche nach außerirdischer Intelligenz teilzunehmen, indem sie Rechenleistung ihrer Computer opfern, die sonst ungenutzt wäre. Das Projekt hat die Wirksamkeit des Verteilten Rechnens an Heimcomputern bewiesen und alle Rechner zusammen haben bis heute über 2 Millionen Jahre an Rechenzeit erbracht, was mit einem Eintrag in das Guinness-Buch der Rekorde als größte Computerberechnung in der Geschichte gewürdigt wurde.
Berkeley hat Partnerschaften mit Google, Intel, Microsoft, Sun Microsystems und Yahoo! geknüpft. Intel Research, ein kleines Forschungszentrum nahe der Universität, bringt Wissenschaftler von Berkeley und Intel zusammen, um in verschiedenen Gebieten der Informatik zu forschen. Im Dezember 2005 haben sich Google, Sun Microsystems und Microsoft dazu entschieden, 7,5 Millionen Dollar in die Universität zu investieren, um die Forschung in Bereichen der System- und Netzwerktechnik voranzutreiben und für diesen Zweck das RAD-Lab (Reliable Adaptive Distributed Systems Laboratory) zu erbauen.

### Erzeugung künstlicher Elemente
Berkeley ist ein bedeutender Ort der Kernforschung. In Berkeley wurden mithilfe von Teilchenbeschleunigern zahlreiche chemische Elemente erstmals synthetisiert, wie Americium, Curium, Berkelium (Ordnungszahl 97, benannt nach Berkeley), Nobelium, Lawrencium und Californium.

## Sport

Das Cal-Logo der Golden Bears

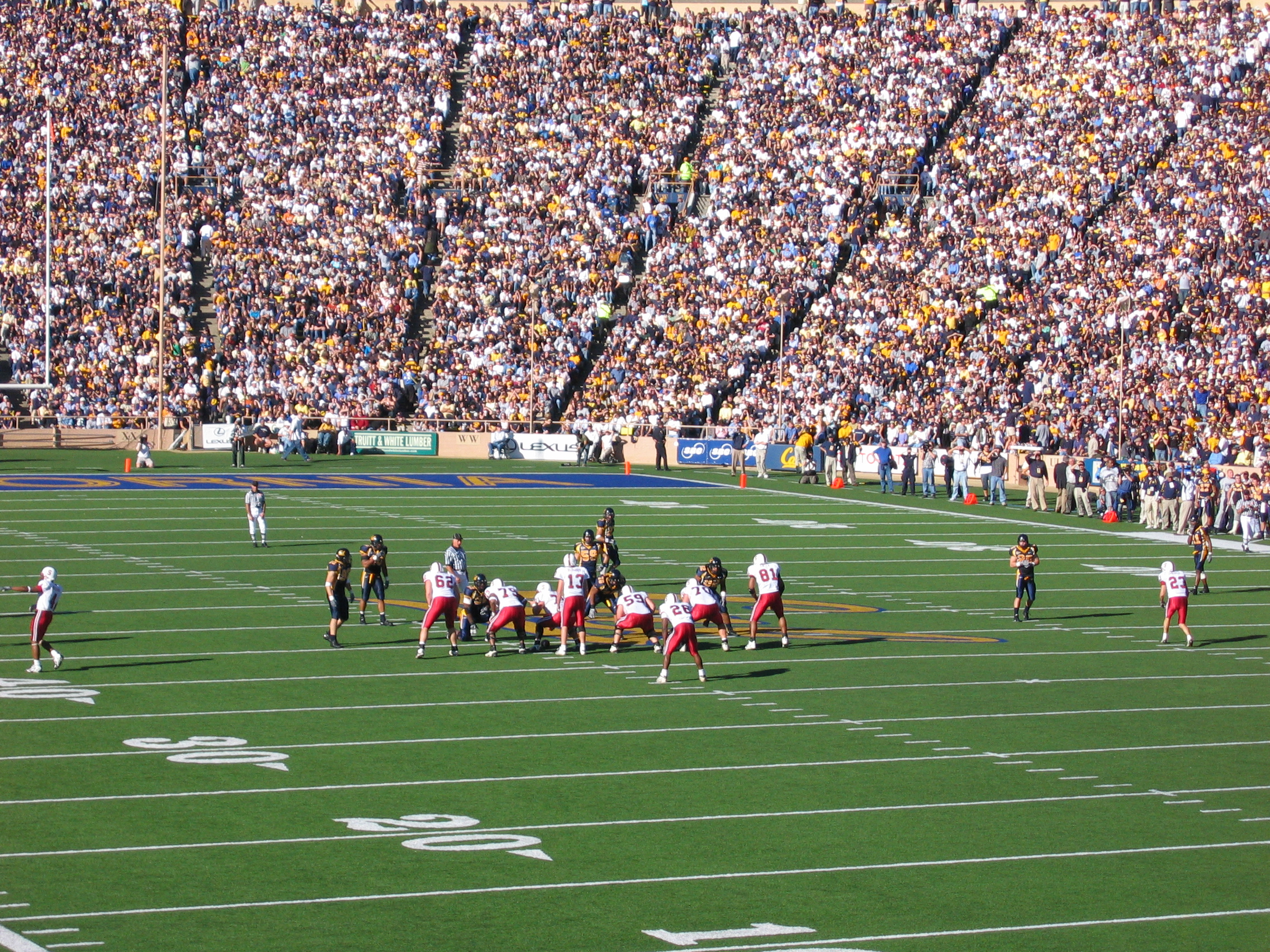
Das „Big Game“ gegen den Rivalen Stanford im California Memorial Stadium

Die Sportteams von Berkeley nennen sich die California Golden Bears. Die Universität ist Mitglied der Atlantic Coast Conference. Ihr Maskottchen ist „Oski the Bear“. Zwischen den Bears und den Stanford Cardinal herrscht traditionsgemäß eine starke Rivalität. Das jährliche Duell im College Football wird als „Big Game“ bezeichnet. Der Sieger erhält jeweils die Stanford Axe als Trophäe. Die Football-Mannschaft gewann bisher zwei nationale Titel in den Jahren 1920 und 1937. Das erfolgreichste Team in Berkeley ist jedoch das Rugby-Team. Es gewann seit 1980 24 von insgesamt 29 nationalen Meisterschaften. 1928, 1932 und 1948 stellten die Golden Bears den Achter, der bei den olympischen Ruderwettbewerben die Goldmedaille gewann.

## Persönlichkeiten

### Nobelpreisträger
Derzeit an der Universität tätig:

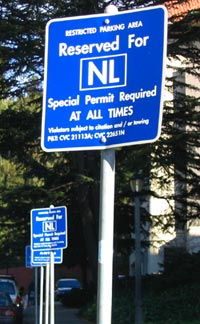
Parkplätze reserviert für Nobelpreisträger

- 2020 – Jennifer Doudna (* 1964), (Chemie)
- 2020 – Reinhard Genzel (* 1952), (Physik)
- 2013 – Randy Schekman (* 1948), (Biochemie)
- 2011 – Saul Perlmutter (* 1959), (Physik)
- 2006 – George F. Smoot (* 1945), (Physik)
- 2001 – George A. Akerlof (* 1940), (Wirtschaftswissenschaften)[25]
- 2000 – Daniel L. McFadden (* 1937), (Wirtschaftswissenschaften)
- 1997 – Steven Chu (* 1948), (Physik)
- 1986 – Yuan T. Lee (* 1936), (Chemie)

Nicht mehr an der Universität tätig bzw. verstorben:
- 2011 – Adam Riess (* 1969), (Physik)
- 2009 – Oliver E. Williamson (1932–2020), (Wirtschaftswissenschaften)
- 1994 – John Harsanyi (1920–2000), (Wirtschaftswissenschaften)
- 1983 – Gérard Debreu (1921–2004), (Wirtschaftswissenschaften)
- 1980 – Czesław Miłosz (1911–2004), (Literatur)
- 1968 – Luis W. Alvarez (1911–1988), (Physik)
- 1964 – Charles H. Townes (1915–2015), (Physik)
- 1961 – Melvin Calvin (1911–1997), (Chemie)
- 1960 – Donald A. Glaser (1926–2013) (Physik)
- 1959 – Owen Chamberlain (1920–2006), (Physik)
- 1959 – Emilio Gino Segrè (1905–1989), (Physik)
- 1951 – Edwin Mattison McMillan (1907–1991), (Chemie)
- 1951 – Glenn T. Seaborg (1912–1999), (Chemie)
- 1949 – William Francis Giauque (1895–1982), (Chemie)
- 1946 – John Howard Northrop (1891–1987), (Chemie)
- 1946 – Wendell Meredith Stanley (1904–1971), (Chemie)
- 1939 – Ernest O. Lawrence (1901–1958), (Physik)

### Weitere berühmte Mitarbeiter und Studenten der Universität

#### Professoren/Dozenten
- 1869–1878: der Linguist Paolo Pioda (1818–1892)[26]
- 1915–1954: die Ernährungswissenschaftlerin Agnes Fay Morgan (1884–1968)
- 1929–1943: theoretischer Physiker J. Robert Oppenheimer (1904–1967)[27]
- 1941–1943: der anthropologische Linguist Robert H. Barlow (1918–1951), Nachlassverwalter Lovecrafts
- 1942–1952: der Jurist Hans Kelsen (1881–1973)
- 1942–1986: der Linguist und Romanist Yakov Malkiel (1914–1998)
- 1952–1994: der Molekularbiologe Gunther S. Stent (1924–2008)
- 1954–1970: der Politikwissenschaftler Sheldon Wolin (1922–2015)
- 1958–1989: der Philosoph und Wissenschaftstheoretiker Paul Feyerabend (1924–1994)
- 1959–2017: der Systemtheoretiker, Informatiker und „Vater der Fuzzylogik“ Lotfi Zadeh (1921–2017)
- seit 1959: der Philosoph John Searle (* 1932)
- 1960–1978: der Literaturwissenschaftler Heinz Politzer (1910–1978)
- 1962–1970: der Holzforscher Helmuth Resch (* 1933)
- 1962–1977: Michael Mann (1919–1977), der jüngste Sohn des Nobelpreisträgers Thomas Mann
- 1966–1995: der anthropologische Linguist Paul Kay (* 1934)
- 1967–1992: John David Jackson (1925–2016), Physiker
- 1969: Volker ter Meulen (* 1933), deutscher Mediziner
- seit 1970: der Beat-Poet Ron Loewinsohn (1937–2014)
- seit 1971: der Linguist Charles „Chuck“ J. Fillmore (1929–2014)
- seit 1972: der politologische Linguist George Lakoff (* 1941)
- seit 1977: Pranab Bardhan (* 1939), Wirtschaftswissenschaftler
- seit 1979: Irma Adelman (1930–2017), Wirtschaftswissenschaftlerin
- seit 1980: Janet Yellen (* 1946), Wirtschaftswissenschaftlerin und von 2014 bis 2018 Präsidentin der US-Notenbank Fed[28]
- 1982: die Ökonomin Hazel Henderson (1933–2022)
- 1987–2003: der Moralphilosoph Bernard Williams (1929–2003)
- 1988–1990: der Mathematiker Andreas Floer (1956–1991)
- seit 1989: Maurice Obstfeld (* 1952), aktueller Chefökonom des IWF[29]
- seit 1990: Carl Shapiro (* 1955), Ökonom und ehemaliges Mitglied im CEA unter US-Präsident Obama[30]
- seit 1993: Christina Romer (* 1958), Ökonomin und ehemalige Vorsitzende des CEA unter US-Präsident Obama[31]
- seit 1993: die Philosophin Judith Butler (* 1956)
- seit 1995: der Ökonom Hal Varian (* 1947)[32]
- seit 1997: die Informatikerin Marti Hearst
- seit 1999: die Biochemikerin Carolyn Bertozzi (* 1966)
- seit 2006: der Politikwissenschaftler und ehemalige US-Arbeitsminister Robert B. Reich (* 1946)[33]
- seit 2008: die deutsche Verhaltensökonomin Ulrike Malmendier (* 1973)[34]
- die Entwicklungs-Psychologin Alison Gopnik (* 1955)
- der Turing-Preis Gewinner William Kahan (* 1933)
- die Kognitionspsychologin Eleanor Rosch (* 1938)
- der Psycholinguist Dan Slobin (* 1939)
- die Informatikerin Avideh Zakhor (* 1964)
- der Informatiker Eric Brewer (* 1967)

#### Studenten
Dilbert-Erfinder Scott Adams, Leonard Adleman, Elektroingenieur Allan Alcorn, Anthropologe und Lovecraft-Nachlassverwalter Robert H. Barlow, Schwimmer Matt Biondi, Journalistin Gwenda Blair, Mathematiker und Fields-Preisträger Richard Borcherds, Mathematikerin und Hochschullehrerin Dorothy Brady, Dirigent und Komponist Thüring Bräm, Basketballspieler Jaylen Brown, Evolutionspsychologe David Buss, Philosoph Stanley Cavell, Kambam-Gründer Kevin Chou, Schwimmolympiasiegerin Natalie Coughlin, Rapper Defari, 
Ornithologin und Hochschullehrerin Barbara DeWolfe, SF-Autor Philip K. Dick, Ethnologe und Folklorist Alan Dundes, die Turingpreisträger Douglas C. Engelbart und Shafrira Goldwasser, Footballspieler Justin Forsett, Footballspieler Jared Goff, Softwareentwickler John Hanke, Footballspieler Marvin Jones, Softwareentwickler Bill Joy, Schauspieler Stacy Keach, Basketballspieler und -trainer Jason Kidd, Anthropologe Grover Krantz, Turing-Preisträger Butler Lampson, Schriftsteller Jack London, Schriftsteller und Übersetzer Richard Lourie, Philosoph und Historiker Arthur Oncken Lovejoy, Vulkanologe James Luhr, Footballspieler und Super-Bowl-Gewinner Marshawn Lynch, Kronprinz von Norwegen Haakon Magnus, Städteplaner Peter Marcuse, Silvio Micali, American-Football-Spieler Brick Muller, Robert McNamara, Amiga-Erfinder Jay Miner, Gordon Moore, Fußballspielerin Alex Morgan, Golfspieler Collin Morikawa, die American-Football-Spieler Craig Morton und Perry Schwartz, Segelolympiasieger Lowell North, Physiker Robert Oppenheimer, Schauspieler Gregory Peck, Dateisystementwickler Hans Reiser, Quarterback und Super-Bowl-Gewinner Aaron Rodgers, Gerhard Roth, Dean Rusk, Fernsehmoderator Gert Scobel, Schriftstellerin Margaret Wilkerson Sexton, Mathematiker und Fondsmanager James Simons, Astronom und Hackerjäger Clifford Stoll, Lyriktheoretiker Warren Tallman, Minix-Erfinder Andrew S. Tanenbaum, Malerin und Aktivistin Sunaura Taylor, Physiker Edward Teller, Unix-Erfinder Ken Thompson, Wikimedia-GF Lila Tretikov, Politiker Earl Warren, Industrie- und Betriebssoziologe Hansjörg Weitbrecht, Pascal-Erfinder Niklaus Wirth, Apple-Mitgründer Steve Wozniak, Schauspieler Chris Pine (Star Trek)